# José Aguilera Tapia
José Matías Aguilera Tapia (Combarbalá, 31 de enero de 2000) es un futbolista chileno que se desempeña como extremo. Actualmente juega en Cultural Maipú de la Tercera División B de Chile.  

## Trayectoria
Oriundo de Combarbalá, comenzó su carrera en las divisiones inferiores de Colo-Colo, debutando en el primer equipo durante la temporada 2018, bajo la dirección técnica de Héctor Tapia, en el partido ante Ñublense válido por la Copa Chile. Tras la llegada de Mario Salas en 2019, tuvo una excelente pretemporada, viendo minutos en partidos amistosos ante Real Pilar y Estudiantes de la Plata. Sin embargo, no logró regularidad, siendo cedido a Deportes Puerto Montt de la Primera B chilena.
Durante la madrugada del 5 de enero de 2020, fue baleado en una fiesta en Ritoque, Viña del Mar, recibiendo un balazo en la pierna derecha, no resultando mayormente lesionado. En el mismo mes, se confirma una nueva cesión, esta vez a San Marcos de Arica.
En noviembre de 2020, tras terminar su cesión con San Marcos Arica, regresa al conjunto albo, rescindiendo su contrato y fichando como jugador libre con Coquimbo Unido de la Primera división, en un contrato por dos temporadas. Tras descender a la primera B en su primera temporada, a la siguiente se corona campeón de dicha división con el conjunto filibustero.
En febrero de 2022, es anunciado como refuerzo de Barnechea de la Primera B chilena. En diciembre de 2022, se dio a conocer un positivo en un examen antidopaje por benzoilecgonina y metilendioxifenetilamina.En 2025 vuelve al fútbol, convirtiéndose en nuevo refuerzo de Cultural Maipú, cuadro de la Tercera División B. 

## Clubes
| Club                             | País  | Año       |
| -------------------------------- | ----- | --------- |
| Colo-Colo                        | Chile | 2018-2020 |
| → Deportes Puerto Montt (cedido) | Chile | 2019      |
| → San Marcos de Arica (cedido)   | Chile | 2020      |
| Coquimbo Unido                   | Chile | 2020-2021 |
| AC Barnechea                     | Chile | 2022      |
| Cultural Maipú                   | Chile | 2025-     |

## Palmarés

### Campeonatos nacionales
| Título    | Club           | País  | Año  |
| --------- | -------------- | ----- | ---- |
| Primera B | Coquimbo Unido | Chile | 2021 |